# Lasnigo
Lasnigo (lombardul: Lasnigh) település Olaszországban, Lombardia régióban, Como megyében. Lakosainak száma 463 fő (2023. január 1.). Lasnigo Asso, Barni, Valbrona, Sormano és Oliveto Lario községekkel határos.

## Népesség
A település lakossága az elmúlt években az alábbi módon változott:
| Lakosok száma | 487  | 475  | 463  |
|               | 2017 | 2018 | 2023 |